# Walt Disney World Christmas Day Parade

The Walt Disney World Christmas Day Parade est un programme télévisé spécial diffusé le jour de Noël sur le réseau ABC. Il se déroule principalement à l’intérieur du parc à thème « Magic Kingdom » au Walt Disney World Resort à Orlando, Floride, environ un mois avant Noël. Les représentations passées incluaient des passages montrant d’autres parcs à thème de Walt Disney à Orlando mais aussi à Anaheim, et à travers le monde. Le programme est diffusé tous les ans depuis 1983, à l’exception de l’année 2000 durant laquelle Disney diffusa une veillée de Noël spéciale intitulée « Tracking Santa » (Sur les traces du Père Noël). En 1999, une version nocturne de la parade eut lieu à Noël. Dans les années 1980 et 1990, l’émission était connue sous le nom « The Walt Disney World Very Merry Christmas Parade ».